# Ethniki Odos 50
Die Ethniki Odos 50 (griechisch Εθνική Οδός 50 ‚Nationalstraße 50‘) ist eine Straßenverbindung in Griechenland. Sie die einzige Nationalstraße auf der Insel Kefalonia.

## Verlauf
Die Straße beginnt in der Inselhauptstadt Argostoli (Αργοστόλι) und führt zunächst südlich um die Bucht herum und dann generell nach Nordosten über Razata und an der Drogarati-Höhle vorbei nach der Hafenstadt Sami (Σάμη), einem bedeutenden Fährhafen an der Ostküste der Insel.